# Femina-díj
A Femina-díjat – mely Franciaországban rangos irodalmi kitüntetésnek számít – 1904 óta minden évben a Goncourt-díjjal egy időben adják ki, mintegy annak ellensúlyozásaként, hiszen a Goncourt-díjat többnyire férfiaknak ítélik oda. 
A Femina-díj zsűrije kizárólag nőkből áll, és minden évben egy francia, és 1985 óta egy külföldi – többnyire, de nem kizárólag női – szerzőt illetnek a díjjal.

## Díjazottak
- 2024 : Miguel Bonnefoy, Rêve du jaguar[1]
- 2023 : Neige Sinno, Triste Tigre[2]
- 2022 : Claudie Hunzinger, Un chien à ma table[3]
- 2021 : Clara Dupont-Monod, S’adapter c. regénye[4]
- 2020 : Serge Joncour
- 2019 : Sylvain Prudhomme
- 2018 : Philippe Lançon
- 2017 : Philippe Jaenada
- 2016 : Marcus Malte
- 2015 : Christophe Boltanski
- 2014 : Yanick Lahens
- 2013 : Léonora Milano
- 2012 : Patrick Deville
- 2011 : Simon Liberati
- 2010 : Patrick Lapeyre
- 2009 : Gwenaëlle Aubry
- 2008 : Jean-Louis Fournier
- 2007 : Éric Fottorino
- 2006 : Nancy Huston és Nuala O'Faolain
- 2005 : Régis Jauffret és Joyce Carol Oates
- 2004 : Jean-Paul Dubois és Hugo Hamilton
- 2003 : Dai Sijie és Szabó Magda
- 2002 : Chantal Thomas és Erri De Luca
- 2001 : Marie Ndiaye és Keith Ridgway
- 2000 : Camille Laurens és Jamaïca Kincaid
- 1999 : Maryline Desbiolles és Hitonari Tsuji
- 1998 : François Cheng és Antonio Muñoz Molina
- 1997 : Dominique Noguez és Jia Pingwa
- 1996 : Geneviève Brisac és Javier Marias
- 1995 : Emmanuel Carrère és Jeroen Brouwers
- 1994 : Olivier Rolin és Rose Tremain
- 1993 : Marc Lambron és Ian McEwan
- 1992 : Anne-Marie Garat és Julian Barnes
- 1991 : Paula Jacques és David Malouf
- 1990 : Pierrette Fleutiaux és Vergilio Ferreira
- 1989 : Sylvie Germain és Alison Lurie
- 1988 : Alexandre Jardin és Ámosz Oz
- 1987 : Alain Absire és Susan Minot
- 1986 : René Belletto és Torgny Lindgren
- 1985 : Hector Bianciotti és John Maxwell Coetzee
- 1984 : Bertrand Visage
- 1983 : Florence Delay
- 1982 : Anne Hébert
- 1981 : Catherine Hermary-Vieille
- 1980 : Jocelyne François
- 1979 : Pierre Moinot
- 1978 : François Sonkin
- 1977 : Régis Debray
- 1976 : Marie-Louise Haumont
- 1975 : Claude Faraggi
- 1974 : René-Victor Pilhes
- 1973 : Michel Dard
- 1972 : Roger Grenier
- 1971 : Angelo Rinaldi
- 1970 : François Nourissier
- 1969 : Jorge Semprún
- 1968 : Marguerite Yourcenar
- 1967 : Claire Etcherelli
- 1966 : Irène Monesi
- 1965 : Robert Pinget
- 1964 : Jean Blanzat
- 1963 : Roger Vrigny
- 1962 : Yves Berger
- 1961 : Henri Thomas
- 1960 : Louise Bellocq
- 1959 : Bernard Privat
- 1958 : Françoise Mallet-Joris
- 1957 : Christian Megret
- 1956 : François-Régis Bastide
- 1955 : André Dhôtel
- 1954 : Gabriel Véraldi
- 1953 : Zoé Oldenbourg
- 1952 : Dominique Rolin
- 1951 : Anne de Tourville
- 1950 : Serge Groussard
- 1949 : Maria Le Hardouin
- 1948 : Emmanuel Roblès
- 1947 : Gabrielle Roy
- 1946 : Michel Robida
- 1945 : Anne-Marie Monnet
- 1944 : Les Éditions de Minuit
- 1939 : Paul Vialar
- 1938 : Félix de Chazournes
- 1937 : Raymonde Vincent
- 1936 : Louise Hervieu
- 1935 : Claude Silve
- 1934 : Robert Francis
- 1933 : Geneviève Fauconnier
- 1932 : Ramon Fernandez
- 1931 : Antoine de Saint-Exupéry
- 1930 : Marc Chadourne
- 1929 : Georges Bernanos
- 1928 : Dominique Dunois
- 1927 : Marie Le Franc
- 1926 : Charles Silvestre
- 1925 : Joseph Delteil
- 1924 : Charles Derennes
- 1923 : Jeanne Galzy
- 1922 : Jacques de Lacretelle
- 1921 : Raymond Escholier
- 1920 : Edmond Gojon
- 1919 : Roland Dorgelès
- 1918 : Henri Bachelin
- 1917 : René Milan
- 1913 : Camille Marbo
- 1912 : Jacques Morel
- 1911 : Louis de Robert
- 1910 : Marguerite Audoux
- 1909 : Edmond Jaloux
- 1908 : Édouard Estaunié
- 1907 : Colette Yver
- 1906 : André Corthis
- 1905 : Romain Rolland
- 1904 : Myriam Harry